# Hans Bühler
Hans E. Bühler (Winterthur, 12 de abril de 1893 - 1 de junho de 1967) foi um ginete suíço, especialista em saltos, medalhista olímpico. 

## Carreira
Hans Bühler representou seu país nos Jogos Olímpicos de 1924, na qual conquistou a medalha de prata nos saltos por equipes, em 1924.